# Anna Tramontano
Anna Tramontano (14. července 1957 – 10. března 2017) byla italská počítačová bioložka a profesorka biochemie na Univerzitě La Sapienza v Římě. V letech 2011–2014 byla členkou Vědecké rady spadající pod Evropskou radu pro výzkum. V letech 2005–2016 byla redaktorkou vědeckého časopisu Bioinformatics.

## Vzdělání
Tramontano původně studovala fyziku a v tomto oboru získala v roce 1980 na Neapolské univerzitě doktorát. V rámci postdoktorálního studia na Kalifornské univerzitě v San Franciscu se začala zabývat počítačovou biologií, kde vyvinula molekulární grafický balík InsightII. Později byla součástí výzkumného programu pro analýzu a modelování protilátek.

## Kariéra
Tramontano byla viceprezidentkou Mezinárodní společnosti počítačové biologie a v roce 2016 byla zvolena její členkou. Členkou představenstva této učené společnosti byla již od jejího založení. Tramontano se aktivně účastnila budování kapacit počítačové biologie zejména v rozvojových zemích.